# August Enna

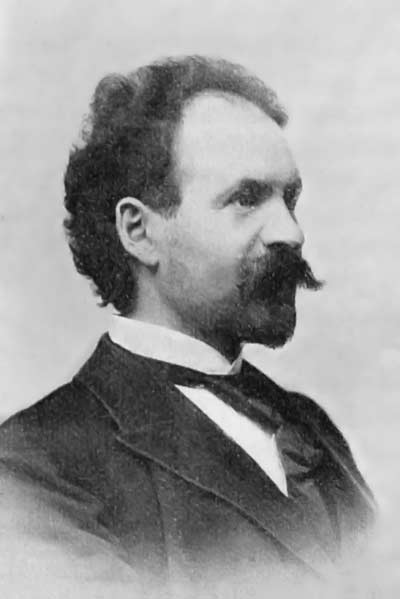
August Enna

August Emil Enna (* 13. Mai 1859 in Nakskov; † 3. August 1939 in Kopenhagen) war ein dänischer Musiker und Komponist.

## Leben
Der Großvater, ein gebürtiger Italiener, war nach den napoleonischen Kriegen (wo er als Soldat diente) mit seiner in Deutschland geborenen Frau nach Dänemark ausgewandert.
August Enna wurde geboren in Nakskov auf Lolland, wo sein Vater Schuhmacher war. Die Familie zog 1870 nach Kopenhagen, wo Enna Schuhmacher-Lehrling wurde und Musikunterricht bekam (Violine, Klavier und Theorie; mit Christian Schiørring als Geigenlehrer und Organist Peter Rasmussen für die Theorie). Er wurde Geiger und trat in Finnland und Schweden auf.

Im Jahre 1883 kehrte er nach Dänemark zurück, um Musikdirektor an Werners Theatre Company zu werden, einem reisenden Tourneetheater.
1884 komponierte er seine erste Oper, Agleia, einige Klavierstücke und Instrumentalwerke, und im Jahre 1886 eine Symphonie (in c-Moll), die das Interesse von Niels Gade erregte. 1890/91 war er Dirigent am Theater Dagmar in Kopenhagen. Danach lebte er vom Komponieren und von kürzeren Engagements; in seinen letzten Jahren war er arm.
1908 wurde er Titularprofessor.
1892 wurde seine bahnbrechende Arbeit, die Oper The Witch uraufgeführt. Dann hatte er großen Erfolg mit weiteren Opern, darunter Cleopatra (1894), The Little Match Girl (1897), Gloria Arsena (1917) und Komiker (1920). Mehrere von ihnen wurden an verschiedenen europäischen Bühnen aufgeführt, so zum Beispiel in Berlin, Hamburg, Weimar, Magdeburg und Köln.
Er war ein Ritter des Dannebrogordens. Begraben wurde er in Frederiksberg auf dem alten Friedhof.

## Werk
Er schrieb in einem hohen romantischen Stil, der lange aus der Mode war, als er 1939 fast vergessen starb. Sein einziges öfter aufgeführtes Stück ist wohl die Ouvertüre zu Das Mädchen mit den Schwefelhölzern, einer einaktigen Oper, die nur etwas mehr als eine halbe Stunde dauert. Seine Musik ist von Wagner und Verdi sowie von der dänischen romantischen Tradition inspiriert. Enna hatte einen guten Sinn für Theater-Instrumente, hatte eine feine melodische Ader und beherrschte die Kunst der Orchestrierung.
Einige seiner Werke sind auf die kleinen dänischen Provinz-Theater mit begrenzten Ressourcen zugeschnitten. 
Nach dem Ersten Weltkrieg war Ennas Zeit als erfolgreicher Komponist vorbei. In seiner Zeit gehörte er zu den international meistgespielten Opernkomponisten.
Neben Opern- und Theatermusik schrieb Enna ein Violinkonzert (Uraufführung in der Carnegie Hall in New York), zwei Sinfonien, andere Orchestermusik sowie Lieder und kleine Klavierstücke.

## Rezeption
Sein Name war lange Zeit nur in Fachkreisen bekannt (und durch Kreuzworträtsel: dänischer Komponist mit vier Buchstaben). Nur wenige seiner Werke sind auf Tonträger erhältlich. Das Klassik-Label CPO veröffentlichte bislang vier CDs mit Werken des Komponisten.

## Werke

### Werke (chronologisch)
- Koncertouverture (1880)
- Adagio für Violine (1880)
- Romance für Violine (1880)
- Valses Brillants (1880)
- En Idyl (operette 1881)
- Qui pro quo (lystspil 1882)
- En landsbyhistorie (operette 1883)
- Areta (operette 1884)
- Agleia (opera 1884 ikke opført)
- Suite for orkester (ca. 1884)
- Symfoni nr. 1 i c-mol (1886)
- Tre sange på volapük (1887)
- Fem Klaverstykker (Menuet, Barcarole, Melodie, Gavotte, Scherzino – 1887)
- op. 5 Heksen (opera 1889)
- Udløst (skuespil 1891)
- Fem Sange for en Sangstemme med Pianoaccomp (1892)
- op. 6 Kleopatra (opera 1893)
- op. 8 Aucassin og Nicolete (opera 1895) – tekst af Sophus Michaëlis
- Scherzo (Digt af Sophus Michaëlis – 1896)
- op. 12 Den lille pige med svovlstikkerne (opera 1897)
- Kongesønner (skuespil 1897)
- Violinkoncert i D-dur (1897)
- Barcarole for Violin og Piano (1898)
- Romance (violin og orkester/klaver – 1898)
- Lamia (opera 1898)
- Kantate til Industri- og Haandværkerforeningens udstilling i Nakskov (1898)
- Lamia (opera 1899)
- Seks Digte af H.C.Andersen 1ste Hefte (1899)
- Hyrdinden og Skorstensfejeren (pantomime/ballet 1900)
- op. 10 Prinsessen på ærten (opera 1900)
- Barcarole (1900)
- Ib og lille Christine (opera/melodrama 1902)
- Trylledrikken (syngestykke 1902)
- op. 13 Ung elskov (opera – omarbejdelse af Lamia – 1903)
- Skitsebogen (klaver 1904-05)
- Små noveller (klaver 1904-05)
- Klaverstykker (1904-09)
- Poetiske tonebilleder (klaver 1904-09)
- Santa Cæcilias guldsko (ballet/pantomime 1905)
- Märchen (symfoniske billeder – 1905)
- Symfoni nr. 2 i E-dur (1905)
- H.C. Andersen (festouverture 1905)
- Yduns Æbler (syngestykke 1906)
- Halfred Vandraadeskjald (skuespil 1906)
- Mutterliebe (kor 1907)
- Bellman (sceneværk i 4 billeder 1907)
- Historien om en moder (kor 1907)
- Kleine Novellen für Klavier (1909)
- Lyrisches Album für Klavier (1912)
- op. 20 Nattergalen (opera 1912)
- op. 21 Gloria Arsena (opera 1913)
- Kronbruden (skuespil 1913)
- Elskovs guld (pantomime 1914)
- Violinromance. Forspil til Kronbruden (?? 1915)
- Komedianter (opera 1916)
- Valses amoroso (klaver 1917)
- Børnene fra Santa-Fé (opera 1918)
- Don Juan Maraña (opera 1925)
- Afrodites præstinde (opera 1925 ikke opført)
- Rusland, Moder (sang og klaver – 1927)
- Kysset (ballet 1927)
- Symfonisk fantasi (orgel og orkester – 1930)
- Ghettoens dronning (opera 1932 ikke opført)
- Vidste du? (sange 1937-39)
- Rosenknoppen (sange 1940-42) Posthumt????

### Musik mit Opus-Nummer
- op. 2 3 lette karakterstykker, (Lille Idas Blomster, Ole Lukøje, Tommelise)
- op. 4 Karakterstykker (klaver)

### Musik (undatiert)
- Etwa 10 Ouvertüren (für die reisende Theatergruppe)
- Drei Klavierstücke (Auf der Heide, Ib und Kirstine, Zigeunertanz)
- Fünf Lieder (mit Klavier von H. Heine und von Hase)
- 12 per Post (Ballett)
- Es verlorne Kopf (Pantomime)
- Konzert-Arien
- Es war ein alter König ("Es war Ein alter König" von H. Heine)
- In memoriam (Hymn of Viggo Stuckenberg)
- Drei Lieder (von Sophus Michaelis mit Klavier)
- Skizzenbuch (Klavierstücke für die Jugend)
- Scherzino für Klavier
- Songs – Lieder von Andersen (mit Klavier)
- Wie könnte ich dich vergessen (Lied)
- Did You (Song)
- Sorrow (Lied)
- Summer Evening (Lied)
- Ich komme mit der Angst (song)
- Avis aux lectrices (Lied)

## Sonstiges
Emil Reesen komponierte 1945 eine Fantasi over Kompositioner af August Enna for Orkester.